# Escoles (el Pinell de Brai)
Les Escoles és una obra del Pinell de Brai (Terra Alta) inclosa a l'Inventari del Patrimoni Arquitectònic de Catalunya.

## Descripció
Edifici de planta simètrica amb un cos central rectangular i dos glorietes als angles, té un cos afegit per darrera.
Les cobertes són de teula, excepte a les glorietes, que són planes i accessibles des del segon pis de l'edifici.
Les obertures són més grans a la façana principal, les posteriors són més reduïdes.